# Jalen Green
Jalen Romande Green (Merced, 9 de fevereiro de 2002) é um jogador norte-americano de basquete profissional que atualmente joga no Phoenix Suns
Depois de jogar no Ignite da G-League, ele foi selecionado pelos Rockets como a segunda escolha geral no Draft da NBA de 2021.
Após Jordan Clarkson e Raymond Townsend, ele é o terceiro jogador da NBA de ascendência filipina.
Foi envolvido em uma troca com seu companheiro de time Dillon Brooks rumo ao Phoenix Suns. 

## Primeiros anos
Green nasceu em Merced, Califórnia e cresceu em Livingston, Califórnia. Quando ele estava na terceira série, a sua família se mudou para Fresno, Califórnia. Na sexta série, ele estava jogando basquete na Amateur Athletic Union e praticando cinco horas por dia.

## Carreira no ensino médio
Nos primeiros três anos do ensino médio, Green jogou basquete na San Joaquin Memorial High School em Fresno. Como calouro, ele foi titular em tempo integral e teve médias de 18,1 pontos e 9,0 rebotes. Ele liderou sua equipe ao vice-campeonato da Divisão II da Sessão Central da CIF e às quartas de final da Divisão II da CIF. Em sua segunda temporada, Green teve médias de 27,9 pontos e 7,7 rebotes, levando o San Joaquin Memorial ao título da Divisão II da Seção Central e aos playoffs da Divisão Aberta da CIF.
Em sua terceira temporada, Green teve médias de 30,1 pontos, 7,8 rebotes e 3,6 assistências e ganhou o bi-campeonato da Divisão II da Sessão Central da CIF.
Em sua última temporada, ele se transferiu para a Prolific Prep em Napa, Califórnia. Em março de 2020, ele compartilhou o Prêmio de MVP da Grind Session com Daishen Nix. Green teve médias de 31,5 pontos, 7,5 rebotes e cinco assistências e levou a equipe a um recorde de 31-3. Ele foi nomeado o Jogador do Ano pela Sports Illustrated.

### Recrutamento
De acordo com os principais serviços de recrutamento, Green era um recruta de cinco estrelas e o armador número um na classe de recrutamento de 2020. 
Ele recebeu ofertas de muitos programas de basquete da Divisão I da NCAA, incluindo Arizona, Florida State e USC antes de completar 15 anos. Em 16 de abril de 2020, Green anunciou que se juntaria à G-League, renunciando ao basquete universitário. Ele rejeitou as ofertas de Auburn, Oregon e Memphis.
| Nome | Cidade Natal                              | Escola/Universidade | Altura             | Peso           | Data da revisão |
| --- | ----------------------------------------- | ------------------- | ------------------ | -------------- | --------------- |
| Jalen Green SG | Fresno, CA                                | Prolific Prep (CA)  | 6 ft 7 in (2.01 m) | 180 lb (82 kg) | —               |
| Jalen Green SG | Recrutamento: Rivals: 247sports: ESPN: 97 |                     |                    |                |                 |
| Classificação geral de novatos: Rivals: 2º \| Rivals: 2º \| ESPN: 1º |                                           |                     |                    |                |                 |
| - Nota: Em muitos casos, Scout, Rivals, 247Sports e ESPN podem entrar em conflito em suas listas de altura e peso, nestes casos, a média foi obtida. A ESPN mede os calouros numa escala de 0 a 100. - Fonte: |                                           |                     |                    |                |                 |

## Carreira profissional

### Ignite (2020–2021)
Em 16 de abril de 2020, Green assinou um contrato de 1 anos e US$ 600.000 com o Ignite, uma equipe de desenvolvimento na G-League. Ele se tornou o primeiro jogador a se juntar à equipe. 
Em 8 de março de 2021, Green registrou 30 pontos, sete assistências e cinco rebotes em uma derrota por 127-102 para o Raptors 905 na primeira rodada dos playoffs. Ele teve médias de 17,9 pontos, 4,1 rebotes e 2,8 assistências.

### Houston Rockets (2021–2025)
Em 29 de julho de 2021, Green foi selecionado pelo Houston Rockets como a segunda escolha geral no draft da NBA de 2021. Em 4 de agosto de 2021, ele assinou um contrato de 4 anos e US$40.8 milhões com os Rockets.
Em 20 de outubro, Green fez sua estreia na NBA e registrou nove pontos, quatro rebotes e quatro assistências na derrota por 124-106 para o Minnesota Timberwolves. Em 24 de outubro, ele registrou 30 pontos em uma derrota por 107-97 para o Boston Celtics, tornando-se o primeiro novato a fazer pelo menos 30 pontos e oito cestas de três pontos em um jogo na história dos Rockets.
Durante sua temporada de estreia, Green se saiu mal e começou a ter dificuldades com a sua falta de atleticismo. Em 24 de novembro de 2021, foi anunciado que Green havia sofrido uma lesão na perna esquerda e seria descartado por um tempo. Ele retornou após uma ausência de 14 jogos e marcou 20 pontos em uma derrota para o Indiana Pacers.
Em 9 de março de 2022, Green registrou 32 pontos, seu segundo jogo de 30 pontos, em uma vitória por 130-139 contra o Los Angeles Lakers. Ele se juntaria a Allen Iverson como o único novato da NBA em mais de 40 anos a marcar mais de 30 pontos em uma sequência de cinco jogos desde 1997. Em 10 de abril de 2022, em seu último jogo como novato, Green marcou 41 pontos em uma derrota por 130-114 para o Atlanta Hawks, esse foi o primeiro jogo de 40 pontos de um novato dos Rockets desde Hakeem Olajuwon. No final da temporada regular, ele foi nomeado o Novato do Mês de março e abril e foi selecionado para a Primeira-Equipe de Novatos.

## Carreira na seleção

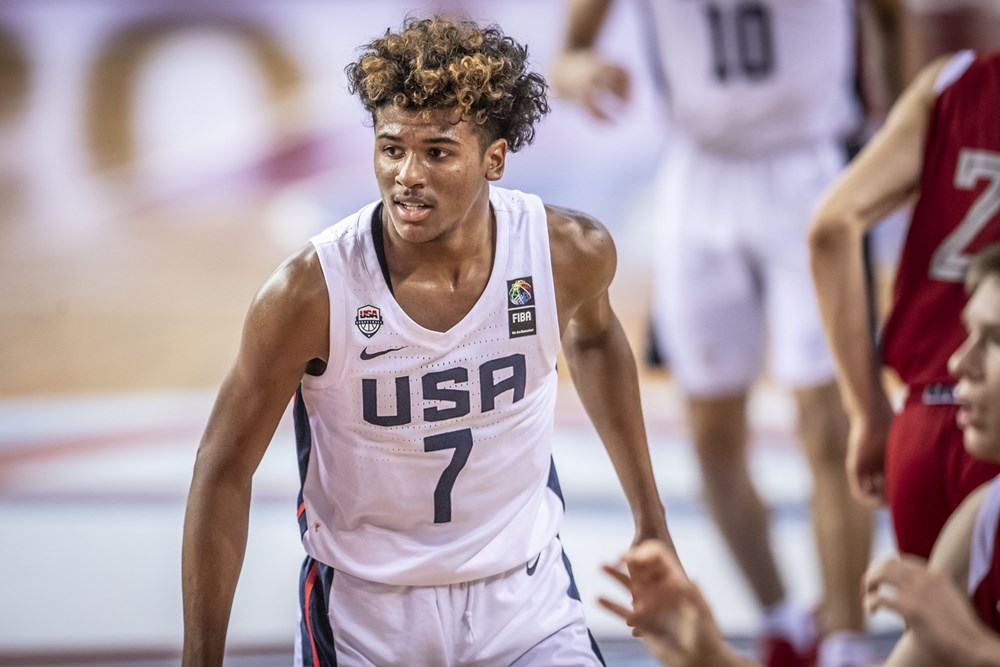
Green jogou pelo Estados Unidos na Copa do Mundo Sub-19 na Grécia.

Green representa os Estados Unidos internacionalmente, mas também demonstrou interesse em jogar pelas Filipinas no futuro.
Ele fez sua estreia pela seleção dos Estados Unidos na Copa América Sub-16 de 2017 em Formosa, Argentina. Em cinco jogos, ele teve médias de 9,8 pontos, dois rebotes e um roubo de bola, ajudando seu time a conquistar a medalha de ouro.
Ele foi nomeado MVP da Copa do Mundo de Basquete Sub-17 de 2018 na Argentina depois de ter médias de 15,7 pontos, 2,3 rebotes e 1,7 assistências e ganhar a medalha de ouro. Green ganhou outra medalha de ouro com os Estados Unidos na Copa do Mundo Sub-19 de 2019 em Heraklion, Grécia. Como o membro mais jovem de sua equipe, ele teve médias de 10,1 pontos, 2,1 rebotes e 1,7 roubos de bola.

## Perfil do jogador
Com 1,93 m de altura, com uma envergadura de 2,02 m e alcance de 2,57 m, Green joga principalmente como ala-armador. Ele é conhecido por seu atleticismo de elite, habilidades de manuseio e de pontuação que o tornam uma ameaça em transição, fazendo comparações com Zach LaVine, Ray Allen, Kelly Oubre Jr., Bradley Beal, Clyde Drexler e Kobe Bryant.

## Estatísticas da carreira
|  | Líder da liga |

### NBA
Temporada regular
| Ano      | Equipe   | PJ  | PT  | MPJ  | AP   | 3P   | LL   | RT  | AS  | BR | TO | PPJ  |
| -------- | -------- | --- | --- | ---- | ---- | ---- | ---- | --- | --- | -- | -- | ---- |
| 2021-22  | Houston  | 67  | 67  | 31.9 | .426 | .343 | .797 | 3.4 | 2.6 | .7 | .3 | 17.3 |
| 2022-23  | Houston  | 76  | 76  | 34.2 | .416 | .338 | .786 | 3.7 | 3.7 | .8 | .2 | 22.1 |
| 2023-24  | Houston  | 82  | 82  | 31.7 | .423 | .332 | .804 | 5.2 | 3.5 | .8 | .3 | 19.6 |
| 2024-25  | Houston  | 82  | 82  | 32.9 | .423 | .354 | .813 | 4.6 | 3.4 | .9 | .3 | 21.0 |
| Carreira | Carreira | 307 | 307 | 32.7 | .422 | .342 | .799 | 4.3 | 3.4 | .8 | .3 | 20.1 |

Playoffs
| Ano      | Equipe   | PJ | PT | MPJ  | AP   | 3P   | LL   | RT  | AS  | BR | TO | PPJ  |
| -------- | -------- | -- | -- | ---- | ---- | ---- | ---- | --- | --- | -- | -- | ---- |
| 2025     | Houston  | 7  | 7  | 31.3 | .372 | .295 | .667 | 5.4 | 2.9 | .6 | .3 | 13.3 |
| Carreira | Carreira | 7  | 7  | 31.3 | .372 | .295 | .667 | 5.4 | 2.9 | .6 | .3 | 13.3 |

### G-League
Temporada Regular
| Ano     | Equipe          | PJ | PT | MPJ  | AP   | 3P   | LL   | RT  | AS  | BR  | TO  | PPJ  |
| ------- | --------------- | -- | -- | ---- | ---- | ---- | ---- | --- | --- | --- | --- | ---- |
| 2020–21 | G League Ignite | 15 | 15 | 32.0 | .461 | .365 | .829 | 4.1 | 2.8 | 1.5 | 0.3 | 17.9 |

Playoffs
| Ano     | Equipe          | PJ | PT | MPJ  | AP   | 3P   | LL   | RT  | AS  | BR  | TO  | PPJ  |
| ------- | --------------- | -- | -- | ---- | ---- | ---- | ---- | --- | --- | --- | --- | ---- |
| 2020–21 | G League Ignite | 1  | 1  | 41.0 | .550 | .300 | .571 | 5.0 | 7.0 | 3.0 | 0.0 | 30.0 |

## Vida pessoal
A mãe de Green, Bree Puruganan, é de ascendência filipina parcial através de seu avô. Seu padrasto, Marcus Green, foi companheiro de basquete do jogador da NBA, DeShawn Stevenson, na Washington Union High School em Fresno. Ele tem uma irmã mais nova.